# Холмен (Висконсин)
Холмен (енгл. Holmen) град је у америчкој савезној држави Висконсин.

## Демографија
По попису из 2010. године број становника је 9.005, што је 2.805 (45,2%) становника више него 2000. године.
| Група             | 2000.         | 2010.         |
| Белци             | 5.879 (94,8%) | 8.082 (89,8%) |
| Афроамериканци    | 19 (0,3%)     | 58 (0,6%)     |
| Азијати           | 198 (3,2%)    | 631 (7,0%)    |
| Хиспаноамериканци | 56 (0,9%)     | 96 (1,1%)     |
| Укупно            | 6.200         | 9.005         |